# Manny Acta
Manuel Elías Acta Peña (San Pedro de Macorís, 11 de enero de 1969) es un exmánager de la Liga Mayor de Béisbol. Trabajó como mánager para los  Nacionales de Washington (2007-2009) y para los Indios de Cleveland (2010-2012). Actualmente es preparador de banca de los Seattle Mariners.
En la Liga Invernal Dominicana, dirigió a las Estrellas Orientales (2002-2003) llegando a los playoff y quedando en 2.º lugar en la serie regular con récord de 28-22. Luego dirigió a los Tigres del Licey (2003-2005), llevándolos a la victoria en la Serie del Caribe 2003. Acta dirigió el equipo de República Dominicana en el Clásico Mundial de Béisbol 2006. Dejó de ser gerente general de los Tigres del licey desde 2016. Fue el mánager de las Águilas Cibeñas en la temporada 16-17 de la Lidom. Actualmente es vicepresidente de operaciones de las Estrellas Orientales.
También en la LVBP dirigió a los Leones del Caracas en las temporadas 1999-2000 (tras la renuncia de Jhon Stearns) y 2000-2001, más el equipo no pudo avanzar a la semifinal en estas dos temporadas.

## Carrera como jugador
Acta fue firmado por los Astros de Houston a los 17 años como primera base. Llegó a Doble-A como refuerzo en la primera base y como jardinero a los 20 años de edad. Jugó al béisbol profesional durante seis temporadas, todas en el sistema de los Astros, pero nunca llegó a las Grandes Ligas como jugador. La organización de los Astros finalmente lo envió a la escuela de scouts en la Florida para utilizar su capacidad de análisis en lugar de su talento atlético.

## Como entrenador

### Ligas menores
En 1991, Acta se convirtió en jugador-entrenador en el nivel A, y poco después renunció a su carrera como jugador y se centró exclusivamente en a ser entrenador. Se convirtió en el mánager de un equipo de nivel A en 1993, y dirigió en las menores hasta el año 2000. Llevó a los Kissimmee Cobras a un campeonato de la Florida State League en 1999.

### Montreal Expos
Acta fue contratado como entrenador de tercera base de los Expos de Montreal bajo la dirección del mánager Frank Robinson en 2002, y mantuvo el cargo hasta 2005.

### New York Mets
Después de hacer entrevistas sin éxito para lograr un puesto de mánager con los Diamondbacks de Arizona y Los Angeles Dodgers, Acta fue contratado como entrenador de tercera base de los Mets de Nueva York bajo la dirección del mánager Willie Randolph. Ocupó el cargo durante dos años.

## Como mánager

### Washington Nationals

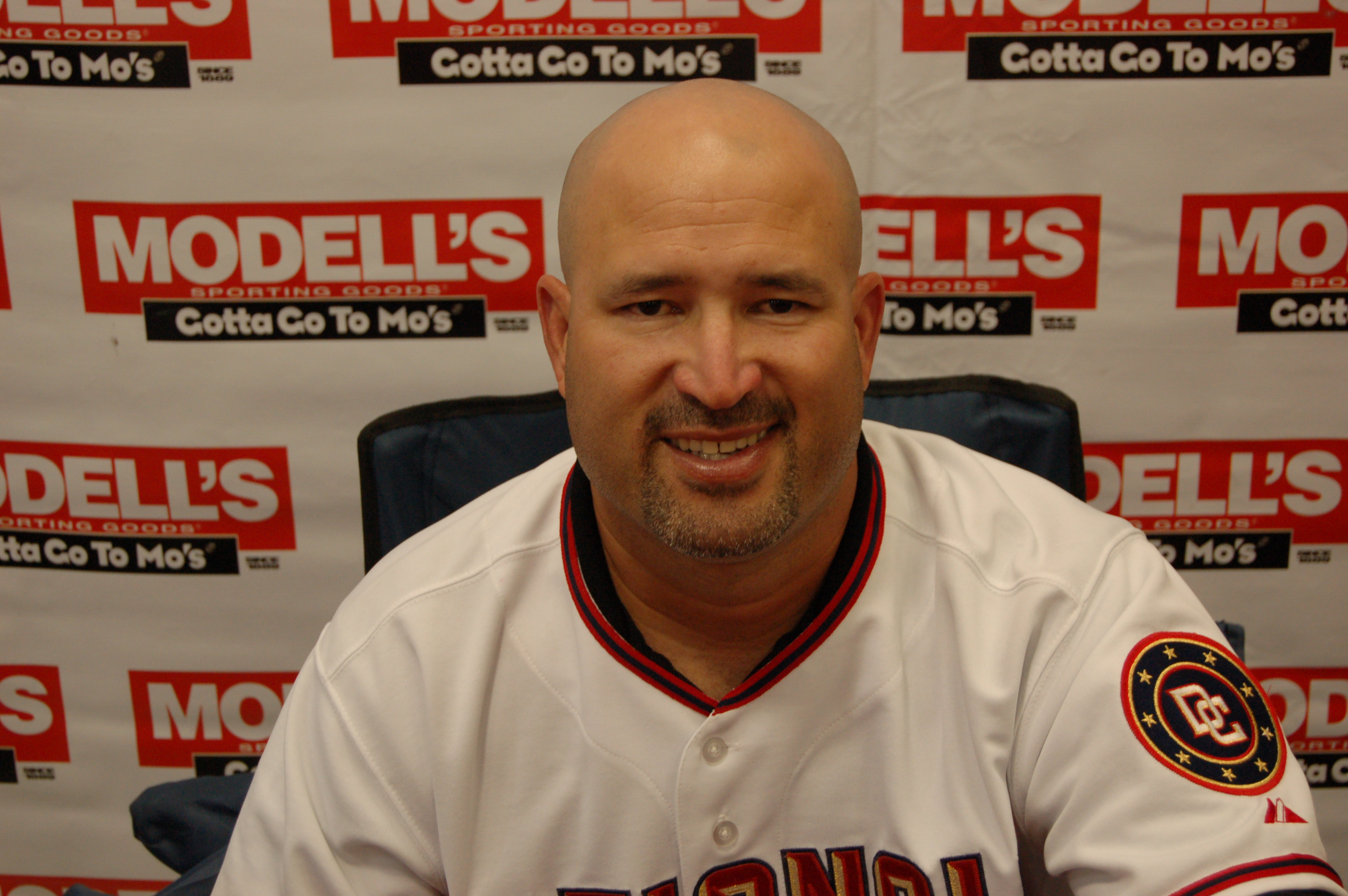
Acta como mánager de los Nacionales de Washington en 2007.

Acta fue contratado como mánager de los Nacionales de Washington el 14 de noviembre de 2006, para regresar a la franquicia que le dio su primer trabajo de Grandes Ligas (los Nacionales eran los Expos antes de su traslado después de la temporada 2004). Acta recibió el trabajo por su juventud y entusiasmo, así como por conocer algunos de los jugadores de los Nacionales debido a su anterior trabajo como entrenador de tercera base con los Expos. En su primera temporada con los Nacionales, Acta hizo un trabajo creíble como mánager del equipo que se esperaba sería uno de los peores equipos de las Grandes Ligas. Es uno de los pocos mánagers que conoce y emplea las ideas y conceptos sabermétricos, similares a los utilizados por el gerente general de los Atléticos Billy Beane y el gerente general de los Medias Rojas, Theo Epstein. Con su equipo asediado por muchas lesiones, Acta mantuvo una influencia positiva en sus jóvenes beisbolistas. En su primer año con los Nacionales obtuvo votos para Mánager del Año de la Liga Nacional, quedando en el sexto lugar.
El 12 de julio de 2009, Acta informó a Enrique Rojas de ESPN Deportes que había sido despedido como mánager de los Nacionales tras la derrota 5-0 ante los Astros de Houston. Los Nacionales anunciaron en su página web el 13 de julio que la declaración sobre la despido fue comunicativa, que sirvió como confirmación del mismo. El entrenador de banca de los Nacionales Jim Riggleman asumió el cargo como mánager interino por el resto de la temporada.

### Cleveland Indians
El 25 de octubre de 2009, los Indios de Cleveland anunciaron que habían contratado Acta como su mánager, firmándolo con un contrato de 3 años y una opción por un año adicional. El equipo tuvo problemas en su primer año, apenas mejorando de su campaña 2009 en 69-93. En su segunda temporada, los Indios mejoraron por 11 partidos a 80-82 después de comenzar la temporada 30-15. Los indios se mantuvieron en el primer lugar hasta el receso por el Juego de Estrellas cuando finalmente sucumbieron ante los Tigres de Detroit. El 27 de septiembre de 2012, faltando seis días para terminar la temporada,  Acta fue despedido como mánager de los Indios de Cleveland, luego de una racha negativa en agosto del mismo año, con un récord de 5-24, el peor récord en un mes para la franquicia en sus 112 años de historia.

## Vida personal
El fatal accidente aéreo del 11 de octubre de 2006, que mató al lanzador de los Yankees de Nueva York Cory Lidle y su piloto se estrelló contra el edificio donde se encontraba el apartamento de Acta en Nueva York mientras él todavía era entrenador de los Mets. Acta no se encontraba allí en ese momento porque había ido al Shea Stadium para prepararse para el juego de esa noche una de la Serie de Campeonato entre los Mets y los Cardenales de San Luis. El juego terminaría siendo suspendido por lluvia.
Acta tiene dos hijas llamadas Jennifer y Leslie y su mujer, Cindy.
Acta también está involucrado en ayudar a la comunidad. Su ImpACTA Kids Foundation (www.impactakids.org) ha alcanzado una cantidad significativa de conciencia y donaciones las cuales han ayudado a proporcionar a los utilería deportiva y educativa para que los niños tengan la oportunidad de alcanzar sus sueños. A partir de 2010, la ImpACTA Kids Foundation ha otorgado 5000 dólares en becas universitarias en los Estados Unidos y cuenta con uno de los complejos atléticos y de educación para jóvenes más completos del país ubicado en Consuelo, República Dominicana.